# Кліон (Каліфорнія)
Кліон (англ. Cleone) — переписна місцевість (CDP) в США, в окрузі Мендосіно штату Каліфорнія. Населення — 622 особи (2020).

## Географія
Кліон розташований за координатами 39°29′16″ пн. ш. 123°46′34″ зх. д. / 39.48778° пн. ш. 123.77611° зх. д. (39.487858, -123.776079).  За даними Бюро перепису населення США в 2010 році переписна місцевість мала площу 4,19 км², з яких 4,13 км² — суходіл та 0,06 км² — водойми.

## Демографія
Згідно з переписом 2010 року, у переписній місцевості мешкало 618 осіб у 285 домогосподарствах у складі 171 родини. Густота населення становила 148 осіб/км².  Було 357 помешкань (85/км²).
Расовий склад населення:
| - 83,8 % — білих - 0,5 % — корінних американців - 0,5 % — азіатів - 0,2 % — чорних або афроамериканців - 12,8 % — осіб інших рас |

До двох чи більше рас належало 2,3 %. Частка іспаномовних становила 20,1 % від усіх жителів.
За віковим діапазоном населення розподілялося таким чином: 17,3 % — особи молодші 18 років, 61,5 % — особи у віці 18—64 років, 21,2 % — особи у віці 65 років та старші. Медіана віку мешканця становила 49,6 року. На 100 осіб жіночої статі у переписній місцевості припадало 104,0 чоловіків;  на 100 жінок у віці від 18 років та старших — 95,8 чоловіків також старших 18 років.
Середній дохід на одне домашнє господарство  становив 67 149 доларів США (медіана — 40 714), а середній дохід на одну сім'ю — 69 660 доларів (медіана — 43 125). За межею бідності перебувало 14,8 % осіб, у тому числі 35,2 % дітей у віці до 18 років та 0,0 % осіб у віці 65 років та старших.
Цивільне працевлаштоване населення становило 249 осіб. Основні галузі зайнятості: будівництво — 39,0 %, мистецтво, розваги та відпочинок — 24,5 %, роздрібна торгівля — 16,5 %.